# Cybergun
Cybergun est une entreprise française spécialisée dans la vente et la distribution de répliques d'armes airsoft. Elle rachète, au début de 2022, l’armurier français Verney-Carron.
Cybergun est cotée en bourse à Paris (code ALCYB).

## Histoire

### La réplique de fusils Kalachnikov un produit phare
En 2002, après avoir rencontré Mikhaïl Kalachnikov, Cybergun obtient une licence mondiale pour fabriquer des répliques airsoft de son célèbre fusil d’assaut, l’AK-47.
Selon les dires du fondateur cela représenterait 5 % de son chiffre d'affaires.
« Mikhaïl Kalachnikov [alors à la retraite] n'a jamais gagné un sou avec son arme », rapporte-t-il. 
Lorsqu'il est interrogé à propos du montant du contrat Jérôme Marsac répond qu'il ne peut pas en faisant référence au secret d'affaires.

### Rachat par Restarded
En janvier 2015 la société Restarded Investissements animée par Claude Solarz (dirigeant de Paprec) prend une participation majoritaire.
En juillet 2018 est lancé un appel de fonds pour réduire la dette financière.
Un plan de sauvegarde financière accélérée est mis en place le 11 décembre 2019.
En janvier 2020 un accord est passé avec le Groupe Valentur visant à créer une filiale commune la société Arkania.
En mars 2022, Cybergun rend public son rachat de l’armurier français Verney-Carron.

## Activité, rentabilité, effectif
|                                        | 2015    | 2016    | 2017     | 2018    | 2019     | 2020(21 mois) | 2021   |
| -------------------------------------- | ------- | ------- | -------- | ------- | -------- | ------------- | ------ |
| Chiffre d'affaires en milliers d'euros | 20 561  | 20 919  | 15 570   | 16 886  | 11 849   | 25 075        | 23 902 |
| Résultat net en milliers d'euros       | - 9 368 | - 7 475 | - 14 762 | - 6 760 | - 28 391 | -59 834       | -3 850 |
| Effectif moyen annuel                  | 45      | 44      | 49       | 45      | 36       | 47            | 50     |